# Université d'études internationales de Pékin
 (octobre 2013).
Si vous disposez d'ouvrages ou d'articles de référence ou si vous connaissez des sites web de qualité traitant du thème abordé ici, merci de compléter l'article en donnant les références utiles à sa vérifiabilité et en les liant à la section « Notes et références ».
L’université d'études internationales de Pékin (en chinois : 北京第二外国语学院, ou en anglais : Beijing International Studies University, ou plus simplement BISU), est une université publique située à le district Chaoyang de Pékin. Elle est fondée le 24 octobre 1964 sous les auspices du Premier ministre Zhou Enlai, pour améliorer la formation en langues étrangères et dans les sciences de gestion touristique.
L'université est composée de huit facultés de langues étrangères qui enseignent l’anglais, le japonais, le russe l’allemand, le français, l’italien, l’espagnol, le portugais, l’arabe et le coréen. Elles offrent des formations diplomantes dans une large palette de spécialités : gestion touristique, économie et commerce international, communication internationale, droit et politique, traduction et interprétation, formation continue, échanges culturels et éducation internationale.